# Erastria mascularia
Erastria mascularia är en fjärilsart som beskrevs av Achille Guenée 1858. Erastria mascularia ingår i släktet Erastria och familjen mätare. Inga underarter finns listade i Catalogue of Life.